# ジェシカが駆け抜けた七年間について
『ジェシカが駆け抜けた七年間について』（ジェシカがかけぬけたななねんかんについて）は、歌野晶午による日本の推理小説。

## あらすじ
アメリカ、ニューメキシコ州、アルバカーキ。長距離専門の陸上競技クラブ・NMAC（ニューメキシコ・アスリート・クラブ{New Mexico Athlete Club}）に所属するエチオピア出身のジェシカは、同じクラブの日本人選手アユミ・ハラダの異変に気付く。アユミが夜な夜な何かをしているの見てしまったジェシカ。気になったジェシカが思い切って尋ねてみると、それは呪いの儀式だと言う。アユミが呪っていたのは、クラブの監督ツトム・カナザワだった。

## 登場人物
ジェシカ・エドル
エチオピア出身。22歳。17歳の時、西海岸の小さな競技会に出場していた時に、監督にスカウトされクラブへ。めきめき実力を伸ばしていく。母国の英雄的存在であるアベベ・ビキラを尊敬している。
アユミ・ハラダ（原田 歩）
日本出身。28歳。ジェシカが最も親しくしていたクラブメイト。夜中に人形を打ち付けて丑の刻参りをしていた。監督に競技者としての人生をめちゃくちゃにされた、と監督を憎む。
ツトム・カナザワ（金沢 勉）
NMACクラブの主催者で、監督やスカウトも務める。物静かで思索的な目をした学者然とした男性。
ススム・カナザワ（金沢 進）
ツトムの実弟。クラブでコーチを務める。

## 書籍情報
- 単行本：2004年2月15日、原書房、ISBN 978-4-562-03738-4
- 文庫本：2008年10月25日、角川文庫、ISBN 978-4-04-359505-1